# Ionel Palăr
Ionel Palăr (n. 16 august 1972, Secuieni, Bacău, România) este un politician român, membru al PNL, actualmente deputat de Bacău. În cadrul activității sale parlamentare, Ionel Palăr a fost membru în următoarele grupuri parlamentare de prietenie:
- în legislatura 2004-2008: Republica Bulgaria, Republica Filipine, Republica Islamică Iran, Australia, Republica Coreea, Republica Kazahstan;
- în legislatura 2008-2012: Statul Qatar, Republica Islamică Pakistan, Regatul Maroc, Republica Bulgaria, Republica Populară Chineză;
- în legislatura 2012-2016: Republica Islamică Pakistan, India;
- în legislatura 2016-2020: Arabia Saudită, Republica Guineea, Republica Elenă.